# グロリア・ユニオン
『グロリア・ユニオン』（英語名：Gloria Union）は、スティングが企画・開発し、アトラスより2011年6月23日に発売されたPlayStation Portable用ゲーム。
画質をフルHD化し新機能・新システムの追加やバランス調整を行ったバージョン「FHD EDITION」がiOS・Android・Nintendo Switch向けとして2021年3月18日に発売された。

## 概要
『ユグドラ・ユニオン』『ブレイズ・ユニオン』に続くシリーズ3作目。「ユニオン」の名を冠しておりゲームシステムも前作・前々作と同一ではあるものの世界観は共有されておらず、『Dept. Heaven Episodes』シリーズにも含まれていない。

## ゲームシステム
前々作『ユグドラ・ユニオン』前作『ブレイズ・ユニオン』と同じ。ターンの最初に「タクティクスカード」と呼ばれる攻撃力や移動力の書かれたカードを1枚選択する。選択したカードに書かれている移動力分だけ自軍のキャラクターを移動できる。敵軍に隣接すると、そのキャラクターに向けて攻撃できる。基本的に攻撃は1ターンにつき、いずれか1キャラクター1回のみで、他の自軍キャラクターが近くに入れば、複数での攻撃も可能。 ミッションの勝利条件は、敵軍を全滅させるか、敵軍のリーダーを倒すかのどちらかが殆どであり、敗北条件は、自軍のバトルキャラクターの士気が0になるか、非戦闘キャラクターに敵が隣接するか、タクティクスカードを使い切るのいずれかを満たす時である。

## ストーリー
この世に存在している意思の力“ウィル”によって繁栄していた国があった。
ユーフォリア王国、王位継承者にのみ宿る強大なウィルの力で世界の頂点に君臨していた大国である。
ユーフォリア王国を始め、人々はウィルの力で様々な文化を築き上げていった。絶対的力を持っていたユーフォリア王国。
しかし、その歴史はある日終わることとなる。ユーフォリア王国は海へと沈み、世界の八割は海に包まれた。
海に沈む直前、ユーフォリア王国はその文化を世界に残すため、膨大なウィルを詰め込んだクリスタルを世界各地に封印し、それは伝説となって現代に語り継がれた。
クリスタルの伝説。世界の八割が海になったことで活性化した海賊達は、その伝説を求め海へ飛び出したのであった。
そして、ここにも一人、一攫千金を狙う海賊少年がいた。

## 登場人物

### グロリア海賊団
イシュト （種族：人間）
声 - 下野紘
主人公。武器は剣。幼馴染のピンガーと共に小さな海賊団を結成し、古代ユーフォリア王国の遺産「クリスタル」を求めて旅している。とある事件からザザーランド率いるグロリア海賊団にピンガー共々入団することとなり、後に古代ユーフォリア王国と世界の命運に関する出来事に関わっていくようになる。
ピンガー （種族：獣人）
声 - 加藤英美里
イシュトの幼馴染である猫型獣人の少女。武器は斧。幼少の頃に幼馴染のベルガスにいじめられていたところをイシュトに助けられて以降、彼を「兄貴」と呼び慕っている良き相棒。専用カードの「スティール」は、唯一敵の所持するアイテムを盗むことができる。
エリーシャ （種族：人間）
声 - 伊藤静
ヒロインの一人。ザザーランドの娘でグロリア海賊団の副船長であるツンデレ的な性格の少女。武器は二丁拳銃。奔放な父に苦労しており、父の酒代と武器の拳銃の弾代のせいで金銭面に細かくなってしまった。
ルルゥ （種族：人間？）
声 - 花澤香菜
ヒロインの一人。イシュトとピンガーがクリスタルを探す旅の途中で突然空から降ってきた少女。武器は杖。天然な性格をしておりイシュトをクリスタルに導くことが行動原理となっている。一見人間に見えるが、お腹がすくと古代ユーフォリア王国の遺跡を崩して欠片（石材）を食べるという奇行を行うため、人間ではないと思われる。
ザザーランド （種族：人間）
声 - 藤原啓治
エリーシャの父親で、グロリア海賊団の船長である隻眼の大男。武器は錨が刃となっている大斧。豪快・奔放な性格で普段はかなりの酒豪なため、娘のエリーシャを悩ませている。ただそれは娘を信頼してのことで、いざという時は的確な指示を自ら出す。海賊団の団員達には自分のことを「親父」と呼ばせており、彼自身も皆を自分の子供達と見ている。
なお、彼の酒代はガトリングガンの整備費と弾代が賄えるほどらしい。
ロコモコ （種族：人間）
声 - 野中藍
魔法の国から来た魔法使いの女の子。武器はロリポップ（キャンディ）。古代ユーフォリア王国の兵器「シンフォニア」の話を聞き、それを見たいがためにやって来た。天真爛漫な性格で非常にかわいいが、魔法の腕に関しては国でトップクラスを誇る。
フィービー （種族：ウンディーネ(人魚)）
声 - 清水彩香
海の都市シャンティエに住む少女。武器は三又の鉾。騎士としての教育を受けて育ってきたためか性格は生真面目。ルキア皇国との戦争によって「腐海都市」と呼ばれるほどに荒れてしまった故郷を、かつて「麗水都市」と呼ばれていた頃の姿に戻すため戦っている。
ラズベリー （種族：ヴァンパイア）
声 - 茅原実里
黄泉の国から来た少女。武器は槍。背中に黒い羽があり飛行可能な唯一のユニット。悪魔局死人管理部罪人課という役所に所属しており、若くして単独操作を許されるほどのエリート。自国から脱走した罪人(死人)を連れ戻すためにイシュト達の国にやって来た。明るい性格で、喋る時は必ず「〜っす」「〜んす」といった語尾が付く。
なお羽は肉体の一部ではなく偽物で、役所の初任給で買った装着者を飛行可能にする道具である。
ミネソタ・グレイ （種族：人間）
声 - 川田紳司
教授職にも就いている考古学者の26歳の男性。武器は槍。マナーに厳しい。普段は気さくな人物だが怒ると周りが見えなくなり、恐ろしい表情で「マナーを叩き込んでやる！」と言いながら襲いかかる気質がある。既婚者。
イータ （種族：人間？）
声 - 茅原実里
世界を旅している吟遊詩人。昼は女性で夜は男性になるという体質の持ち主で、性別が変わると口調も変わる。武器は竪琴（女性時）・拳（男性時）。
特定の条件下・ストーリーの進め方をしないと仲間にならない。戦闘でも作中最も特殊な性質を持つキャラで、天候が昼（女性）の時は特定クラス用以外のカードであれば何でも使用可能という特性を持ち、夜（男性）の時はカードが一切使用不可になる代わりに全クラスに強くなるという特性を持つようになる。
パメラ （種族：人間）
声 - 野中藍
不思議なものを探し研究するためにあちこちを旅してまわっている魔法少女。武器は箒。ロコモコと同じ魔法の国出身で、同郷の出身である彼女からは姉のように慕われる。喋る時は必ず語尾に「〜だわさ」が付く。
特定の条件下・ストーリーの進め方によってしか仲間にならない。
アンヌ・コーマック （種族：人間）
声 - 中嶋アキ
シャルム海賊団船長である女海賊。武器は剣。見目麗しい美貌の持ち主で、その美貌によって男共から金銀財宝を貢がせている。悪名高いが、それでも彼女に貢ぐ者は絶えない。
基本的には敵として登場するが特定の条件下・ストーリーの進め方によっては仲間になる。全仲間キャラの中で唯一ヴァルキリークラスに属するキャラのため、カード「レヴォリューション」は実質彼女専用といえる。
ユグドラ （種族：人間）
声 - 中原麻衣
賞金稼ぎ集団「ファンタジニア旅団」団長である金髪の少女。武器はガトリングガン。亡き父親の跡を継いで旅団の団長となった。自身が悪と認識した者には、手に持つ父の形見たるガトリングガン「センチュリオバスター」を容赦なくぶっ放す（暴走するともいわれる）。武器の整備費と弾代がやたらとかかるのが悩みの種で、同じことに悩むエリーシャとは意気投合する。
シリーズ第1作『ユグドラ・ユニオン』の主人公と同じ名前・容姿だが関連性は無い。ただ同作のことをネタにしたと思われる会話はある。
特定の条件下でストーリーを進めないと仲間にならない。
カミュル （種族：人間）
声 - 浅利遼太
ルキア皇国の新米騎馬兵である少年。武器は槍。戦場に轟く（相手方も隣にいる人間の声が全く聞こえなくなる）ほどの大音量で「突撃ィ！」などと連呼しながら突っ込む戦い方をする。しかしそれは戦闘の怖さから虚勢を張っているだけで、平時は臆病な人物で声量も普通。
特定のストーリーの進め方をしないと登場しない。登場時は当初敵として襲ってくるが、その後上官であるメラニーに除隊を宣言して仲間になる。全仲間キャラの中で唯一の騎馬兵のため、カード「チャリオット」は実質彼専用といえる。
ガング （種族：機械人形）
声 - 野坂尚也
古代ユーフォリア王国の遺跡を守る防衛兵器。武器は内蔵されたキャノン砲。球状の体にドリルの手と頭が付いており、足はないが代わりに浮遊して移動する。名前の3文字「ガ」「ン」「グ」しか喋れず、会話もその3文字を組み合わせたものとなる。そのためあるキャラとしか意思疎通は不可能。
特定の条件下でストーリーを進めないと仲間にならない。全仲間キャラの中で唯一の「スナイパー」クラスのため、カード「ブラッディクロー」は実質ガング専用といえる。

### 黒い牙
ブラックモア （種族：人間）
声 - 野坂尚也
海賊団「黒い牙」のリーダーの男性。武器は剣。様々な策略を弄して敵を追い詰める戦いを得意としている。グロリア海賊団とはある一件から因縁がある。
ベルガス （種族：人間）
声 - 勝杏里
イシュト・ピンガーの幼馴染である少年。武器は斧。ベルガス海賊団という小さな海賊団を率いており、後に黒い牙に所属する。イシュトをライバル視しており、彼を追いかけて勝負を挑むものの負け続けている。
昔はいじめっ子でピンガーのことをいじめていた。しかし本心はピンガーのことが好きで、いじめていたのも愛情の裏返しからだったが彼女は助けてくれたイシュトについて行くようになってしまった。そのため現在ではいじめたことを後悔している。

### レバレッジ商団
トレイシー （種族：人間）
声 - 合田絵利
商人集団「レバレッジ商団」を率いる女性。武器は拳銃。錬金術に精通しており「開発者」の異名を持つ。商人としては錬金術などの技術を用いて商品を自ら作って売るタイプ（品物を仕入れて売るタイプではない）。ピンガーとはある深い因縁があり彼女からは恨まれている。
自身を錬金術によって複数枚のカードが扱えるようにしており、その影響で目が赤と緑のオッドアイになっている。

### エルマーレ連合国
エンリエッタ （種族：人間）
声 - 中原麻衣
反ルキア皇国連合「エルマーレ連合国」総帥を務める気品ある佇まいの女性。武器は棍棒(戦闘時は斧に分類される)。自ら「審判者」を名乗り、平和のための犠牲になる人間を選定して「犠牲」による平和を実現しようとしている。
ザザーランドとエリーシャ、そしてとある人物とは深い関わりがある。
ジゼル （種族：ウンディーネ(人魚)）
声 - 清水彩香
海の都市シャンティエの女王。武器は三又の鉾。不老不死と言われるほどに数百年の長い時を生きており、全ウンディーネ達の母でもある。
昔、時のルキア皇国の皇帝がその美しさに惚れて求婚したのを断ったことがある。しかしそれがシャンティエとルキア皇国が未だに続いている戦争を引き起こすキッカケとなってしまい、彼女自身そのことをずっと悔んでいる。
当初は独自に皇国と戦い続けてきたが、あることから反皇国連合の存在を知って連合に加入する。
アジョー・グラフォー （種族：人間）
声 - 浅利遼太
当初謎の科学者として現れた男性。武器は杖。後にエルマーレ連合国に所属する科学者であることが判明する。いわゆるマッドサイエンティストで、彼の研究施設では非人道的な実験が繰り返されている。そのため施設では実験の犠牲者が絶えず出ている。
研究成果としてある人物そっくりの機械人形を作って常に引き連れており、それを傷つけられると奇声を発しながら襲いかかってくる。

### ルキア皇国
ガリオレッド （種族：人間）
声 - 高口公介
世界の6割を治めている軍事国家「ルキア皇国」の宰相である男性。武器は銃剣。”力こそ正義”が信念で、邪魔者には容赦しない。強い権力を持ち、自国の皇帝すら傀儡にしている。古代ユーフォリア王国の遺産を求めている。
メラニー （種族：人間）
声 - 中嶋アキ
ルキア皇国軍三番隊隊長の女性。武器は剣。彼女の率いる軍隊は、統率のとれた隙のない鉄壁の陣形を敷くことから皇国軍最強の盾と謳われている。規律に厳しく、違反者は問答無用で処罰しようとする。
ガルム （種族：人間）
声 - 最上嗣生
ルキア皇国軍一番隊隊長の男性。武器は槍。ザザーランドに匹敵する体格を持つ大男で、自身を筆頭とした騎馬兵団を率いる。その攻撃力の高さから彼の隊は皇国軍最強の槍と謳われている。
アシュレイ （種族：人間）
声 - 下野紘
ルキア皇国の若き皇帝。武器は剣。現在はガリオレッドの傀儡となっているが、ある時を境に反逆し自らの望みを叶えるために行動を起こす。幼少の頃に苛烈な訓練・教育を行ってきた影響で、喜怒哀楽の内、怒の感情以外ほとんど出ないようになってしまった。
実はイシュトの双子の兄で、かつて彼を皇国から逃がした本人。アシュレイの剣はイシュトの持つ特異な形状の剣と同じもの。

### 古代ユーフォリア王国
キーラ （種族：人間？）
声 - 伊藤静
男か女か区別がつかない中性的な人物。武器は鎌。古代ユーフォリア王国が滅びた時に国と共に眠りについた古代人で、国が滅びた真実を知る最後の人物。
シンフォニア （種族：機械人形）
声 - 花澤香菜
古代ユーフォリア王国の最終兵器。武器は杖。意思を持つ機械人形で王国の後継者に従うように作られている。特殊なカードを体内に取り込んでエネルギーを増幅・解放する機能を持ち、発射すれば島1つ軽く消し飛ぶほどの破壊力があると言われる。
その正体はあるキャラの真の姿。

### その他
ローガン （種族：スケルトン）
声 - 最上嗣生
既に故人である、かつて海賊団を率いていた船長。武器はトゲ付き鎖鉄球。死亡後黄泉の国で罪人として管理されていたが、あることが原因で脱走し、自分と同じ死人の兵を率いて再び海賊生活を送る。戦闘狂ではあるが、恩人には誠意を尽くし恩返しする義理固い一面もある。
ラズベリーが追いかけている脱走した罪人とは彼のこと。
ナレーション
声 - 合田絵利

## クラス

### 固有クラス
名前付きのキャラクター専用のクラス
イノセント
イシュト専用クラス
ウラノス
ルルゥ専用クラス
ケット・シー
ピンガー専用クラス
キャプテン
ザザーランド専用クラス
ヴァンパイア
ラズベリー専用クラス
ミスティックウィッチ
パメラ専用クラス
アヴェンジャー
ユグドラ専用クラス
プロウラー
イータ専用クラス
ブラックチェイサー
ブラックモア専用クラス
カルカッサ
ローガン専用クラス
クイーン
エンリエッタ専用クラス
サイボーグ
ベルガス改専用クラス
マッドサイエンティスト
アジョー・グラフォー専用クラス
ドッペルゲンガー
ルルゥMk-Ⅱ専用クラス
ジェネラル
ガルム専用クラス
ベイオネット
ガリオレッド専用クラス
プリンス
アシュレイ専用クラス
アモール
キーラ専用クラス
シンフォニア
シンフォニア専用クラス
レクイエム
最終ボス専用クラスその1
ノクターン
最終ボス専用クラスその2
ラプソディー
最終ボス専用クラスその3

### 汎用クラス
一般兵として複数名登場するもののクラス
チェイサー

ヴァルキリー

セイラー

ウンディーネ

パイレーツ

アックスバトラー

スナイパー

ガンナー

ネクロマンサー

ウィッチ

ナイト

グリフライダー

パラディン

ゴーレム

スケルトン

ゼパール

フォルネウス

アンドラス

エリゴル

レラージュ

### クラス対応表
|                        | 武器 | 性別 | 主なキャラクター            |
| ---------------------- | ---- | ---- | --------------------------- |
| イノセント             | 剣   | 男   | イシュト                    |
| ウラノス               | 杖   | 女   | ルルゥ                      |
| ケット・シー           | 斧   | 女   | ピンガー                    |
| ガンナー               | 銃   | 女   | エリーシャ トレイシー       |
| キャプテン             | 斧   | 男   | ザザーランド                |
| ヴァルキリー           | 剣   | 女   | アンヌ・コーマック メラニー |
| セイラー               | 槍   | 男   | ミネソタ・グレイ            |
| ウンディーネ           | 槍   | 女   | フィービー ジゼル           |
| ナイト                 | 槍   | 男   | カミュル                    |
| ウィッチ               | 杖   | 女   | ロコモコ                    |
| ネクロマンサー         | 杖   | 男   |                             |
| チェイサー             | 剣   | 男   |                             |
| スナイパー             | 銃   | 男   | ガング                      |
| プロウラー             | 琴   |      | イータ                      |
| ミスティックウィッチ   | 杖   | 女   | パメラ                      |
| アヴェンジャー         | 銃   | 女   | ユグドラ                    |
| ヴァンパイア           | 槍   | 女   | ラズベリー                  |
| グリフライダー         | 斧   | 女   |                             |
| パイレーツ             | 斧   | 男   | ベルガス                    |
| アックスバトラー       | 斧   | 女   |                             |
| パラディン             | 剣   | 男   |                             |
| ブラックチェイサー     | 剣   | 男   | ブラックモア                |
| カルカッサ             | 塊   | 男   | ローガン                    |
| クイーン               | 斧   | 女   | エンリエッタ                |
| マッドサイエンティスト | 杖   | 男   | アジョー・グラフォー        |
| ドッペルゲンガー       | 杖   | 女   | ルルゥMk-Ⅱ                  |
| サイボーグ             | 斧   | 男   | ベルガス改                  |
| ベイオネット           | 銃   | 男   | ガリオレッド                |
| ジェネラル             | 槍   | 男   | ガルム                      |
| プリンス               | 剣   | 男   | アシュレイ                  |
| アモール               | 鎌   |      | キーラ                      |
| スケルトン             | 塊   |      |                             |
| ゴーレム               | 塊   |      |                             |
| シンフォニア           | 杖   | 女   |                             |
| レクイエム             |      |      |                             |
| ノクターン             |      |      |                             |
| ラプソディー           |      |      |                             |
| ゼパール               | 剣   | 男   |                             |
| フォルネウス           | 槍   | 女   |                             |
| アンドラス             | 斧   | 男   |                             |
| エリゴル               | 槍   | 男   |                             |
| レラージュ             | 銃   | 女   |                             |

## タクティクスカード
|                      | エースタイプ | 効果                                   | 備考                                      |
| -------------------- | ------------ | -------------------------------------- | ----------------------------------------- |
| メイクドール         | 杖           | ゴーレムを召喚                         | ウィッチ専用                              |
| ネクロゲード         | 塊           | スケルトンを召喚                       | ローガン専用 夜間限定                     |
| メデューサアイ       | 銃           | 敵を石化状態                           |                                           |
| ポイズンブレス       | 塊           | 敵を冒毒状態                           | ローガン、スケルトン専用                  |
| グラヴィティカオス   | 斧           | 暗黒攻撃+呪縛状態                      |                                           |
| アイテムブレイク     | 剣           | 敵の装備アイテムを破壊                 | イシュト、チェイサー専用                  |
| スティール           | 斧           | 敵の装備アイテムを盗む                 | ピンガー専用                              |
| ブラッディクロー     | 銃           | 敵のヘッドを倒す                       | スナイパー専用 夜間限定                   |
| チャリオット         | 槍           | 敵のメンバー数を自分と同じにする       | 騎馬タイプ専用                            |
| シールドバリア       | ALL          | 発動中ダメージを受けない               |                                           |
| フレイム             | 杖           | 火炎攻撃+炎上状態                      |                                           |
| ブリザード           | 槍           | 冷気攻撃                               | ウンディーネ使用時はダイヤモンドダスト    |
| サンダーボルト       | 銃           | 雷撃攻撃+麻痺状態                      |                                           |
| バニッシュ           | 剣           | 神聖攻撃                               |                                           |
| アースクウェイク     | 塊           | 近辺の石化ユニットやオブジェクトを破壊 | ゴーレム専用                              |
| マインドチェンジ     | ALL          | 敵メンバーを自分の戦力にする           | 相手が同サイズ 同性別                     |
| レヴォリューション   | 剣           | 敵のヘッド以外全て倒す                 | ヴァルキリー専用 ヘッドのみが残ったとき   |
| サンクチュアリ       | ALL          | 倒れた自分のメンバーを復活させる       | 昼間限定                                  |
| リフレッシュメント   | ALL          | ユニオン内の士気とステータスの異常回復 | 女性ユニオンリーダーのみ                  |
| キスオブデス         | ALL          | 一定時間的を弱め自分強める             | 夜間限定 一定時間を過ぎるとヘッドが倒れる |
| フォーチュン         | ALL          | 発動中、敵味方LUKが力になる            |                                           |
| ミラージュ           | ALL          | 自分と敵の地形を入れ替え               | 昼間限定                                  |
| バンシーズクライ     | 剣           | 発動中、敵のATKを1にする               |                                           |
| アイヴィウィップ     | ALL          | 敵にダメージ                           |                                           |
| サンドストーム       | ALL          | 敵にダメージ                           |                                           |
| マントラップ         | ALL          | 敵にダメージ                           |                                           |
| ロックフォール       | ALL          | 敵にダメージ+鈍足状態                  |                                           |
| エースガード         | ALL          | ユニオン内の仲間への突撃と反撃をガード | 男性ユニオンリーダーのみ                  |
| オブリヴィアスドーン | 鎌           | 発動中、敵のゲージ/レイジレートを減少  | キーラ専用                                |
| コーマカルマ         | 杖           | 敵を昏睡状態                           | パメラ専用 夜間限定                       |
| ジャッジメントゼロ   | 銃           | 使用者の状態により与えるダメージが変化 | ガリオレッド専用                          |
| インサニティ         | 杖           | 敵にダメージ+状態異常                  | アジョー・グラフォー専用                  |
| ヴァイス             | ALL          | ユニオン内の仲間のLUKが上昇            |                                           |
| タイダルウェイブ     | ALL          |                                        | ウィルが強い者のみ                        |
| ヴォルカノン         | ALL          |                                        | ウィルが強い者のみ                        |
| グランドスピアー     | ALL          |                                        | ウィルが強い者のみ                        |
| バーストウィング     | ALL          |                                        | ウィルが強い者のみ                        |
| ホーリー             | ALL          |                                        | ウィルが強い者のみ                        |
| メギド               | ALL          |                                        | ウィルが強い者のみ                        |
| フューゼレイド       | 銃           |                                        | エリーシャ専用                            |
| コウアレス           | 杖           |                                        | ルルゥ専用                                |
| タイラント           | 斧           |                                        | ピンガー専用                              |
| ドレッドノート       | 斧           |                                        | ザザーランド専用                          |
| セルヴェイション     | 槍           |                                        | ミネソタ専用                              |
| メテオ               | 杖           |                                        | ロコモコ専用                              |
| マジックシールド     | 杖           |                                        | 杖ユニットの女性のみ                      |
| クルーシフィクション | 槍           |                                        | ラズベリー専用                            |
| トリックスター       | 銃           |                                        | トレイシー専用                            |